# Deinopis ornata
Deinopis ornata là một loài nhện trong họ Deinopidae.
Loài này thuộc chi Deinopis. Deinopis ornata được miêu tả năm 1902 bởi Reginald Innes Pocock.